# Делавер (округ, Індіана)
Шаблон:StateAbbr_ 40°14′ пн. ш. 85°24′ зх. д. / 40.23° пн. ш. 85.4° зх. д.
Округ Делавер (англ. Delaware County) — округ (графство) у штаті Індіана, США. Ідентифікатор округу 18035.

## Історія
Офіційно утворений в 1827 році.

## Демографія
За даними перепису
2000 року
загальне населення округу становило 118769 осіб, зокрема міського населення було 91012, а сільського — 27757.
Серед мешканців округу чоловіків було 56975, а жінок — 61794. В окрузі було 47131 домогосподарство, 29686 родин, які мешкали в 51032 будинках.
Середній розмір родини становив 2,9.
Віковий розподіл населення поданий у таблиці:
| Стать    | До 15 років | 15-21 | 22-29 | 30-39 | 40-49 | 50-65 | 65-85 | Понад 85 |
| -------- | ----------- | ----- | ----- | ----- | ----- | ----- | ----- | -------- |
| Чоловіки | 10947       | 8579  | 7200  | 7488  | 7535  | 8868  | 5848  | 510      |
| Жінки    | 10742       | 9453  | 6985  | 7525  | 7988  | 9470  | 8176  | 1455     |

## Суміжні округи
- Блекфорд — північ
- Джей — північний схід
- Рендолф — схід
- Генрі — південь
- Медісон — захід
- Грант — північний захід

## Виноски
1. ↑  US Decennial Census. US Census Bureau. Архів оригіналу за 26 квітня 2015. Процитовано 10 липня 2014.
2. ↑  Historical Census Browser. University of Virginia Library. Архів оригіналу за 11 серпня 2012. Процитовано 10 липня 2014.
3. ↑  Population of Counties by Decennial Census: 1900 to 1990. US Census Bureau. Архів оригіналу за 4 жовтня 2014. Процитовано 10 липня 2014.
4. ↑  Census 2000 PHC-T-4. Ranking Tables for Counties: 1990 and 2000 (PDF). US Census Bureau. Архів оригіналу (PDF) за 18 грудня 2014. Процитовано 10 липня 2014.
5. ↑  Delaware County QuickFacts. US Census Bureau. Архів оригіналу за 7 червня 2011. Процитовано 17 вересня 2011.(англ.) Наведено за англійською вікіпедією.
6. ↑  American FactFinder. Бюро перепису населення США. Архів оригіналу за 21 травня 2008. Процитовано 31 січня 2008.

| США | Це незавершена стаття з географії США. Ви можете допомогти проєкту, виправивши або дописавши її. |